# Repetidor de minutos

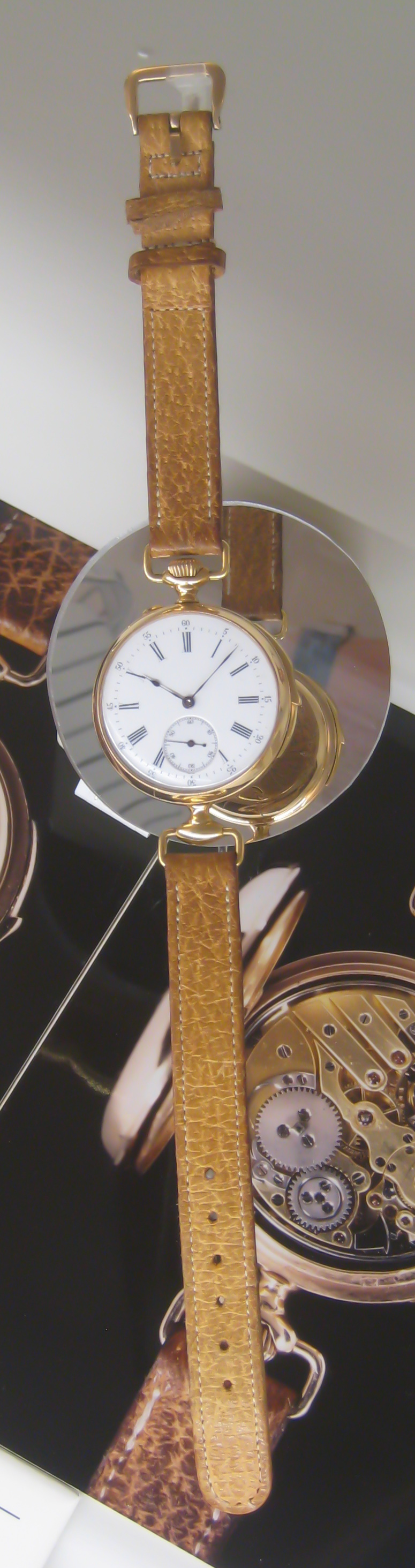
Reloj diseñado por Louis Brandt (1892). Fue el primer reloj de pulsera con repetición de minutos. El movimiento fue fabricado por Audemars Piguet

Se llama repetidor de minutos a un reloj mecánico que dispone de una complicación que hace sonar las horas y los minutos en el momento que se acciona un pulsador. Hay muchos tipos de relojes repetidores, desde los que marcan con señales sonoras el número de la hora, hasta los repetidores de minutos, que indican el tiempo hasta el minuto, utilizando tonos separados para las horas, los cuartos de hora y los minutos. Se originaron antes de que se generalizara la iluminación artificial, con el fin de permitir conocer la hora en la oscuridad, y también fueron utilizados por personas con discapacidad visual. Posteriormente han sido valorados principalmente como valiosas novedades para los entusiastas de los relojes. Los repetidores no deben confundirse con los relojes de sonería, que no disponen de la posibilidad de indicar la hora con toques sonoros en el momento que así se solicita, sino que simplemente marcan las horas a medida que van pasando las horas.

## Historia
El reloj repetidor fue ideado por el clérigo e inventor inglés Edward Barlow en 1676.: 206  Su innovación fue el mecanismo de sonería de "cremallera y caracol", que permitía solicitar fácilmente la repetición de la hora, y que se convirtió en el mecanismo estándar utilizado en los repetidores desde entonces. Los mejores relojes de repetición eran caros de fabricar, puesto que había que añadir un tren de ruedas independiente al mecanismo de sonería, y para activarlo se tiraba de una cuerda con la que sonaban las horas y los cuartos, o incluso las horas y las divisiones de cinco minutos (repetición de cinco minutos). Durante el siglo XIX, estos relojes fueron dejando de usarse gradualmente. Debido a las importaciones baratas de Francia, Alemania y Estados Unidos, la relojería inglesa entró en decadencia y con la llegada de la iluminación a gas, los relojes de repetición se convirtieron en un lujo innecesario.
Tanto Edward Barlow como Daniel Quare reivindicaron la invención del reloj de repetición, poco antes de 1700.: 244–246  Ambos solicitaron una patente sobre el mismo, que fue resuelta a favor de Quare en 1687. Los relojes de bolsillo de repetición eran mucho más difíciles de fabricar que los relojes de repetición de sobremesa. Colocar las campanas, los gongs y los complicados mecanismos de sonería en un movimiento de un reloj de bolsillo era una hazaña propia de la alta relojería. Por lo tanto, los relojes de repetición eran lujos caros y símbolos de estatus, y sobrevivieron como tales a la introducción de la iluminación artificial, de manera que todavía se fabrican algunos modelos hoy en día.
Mientras que los relojes de repetición fabricados en el siglo XVIII hacían sonar una campana montada en la parte posterior de la caja, durante el siglo XIX se emplearon invariablemente gongs, ya que ocupaban menos espacio. Estos dispositivos sonoros parecen haber sido inventados por los relojeros suizos alrededor de 1800. Otro tipo de reloj de repetición fabricado durante el período 1750-1820 fue el reloj de repetición mudo, que disponía de un martillo para las horas y de otro para los cuartos, que golpeaban bloques metálicos situados dentro de la caja que producían un sonido sordo que se podía sentir en la mano.
Por lo general, los relojes repetidores marcan las horas y los cuartos, aunque los mejores mecanismos repetidores (movimientos) fabricados en Londres en el siglo XVIII se hicieron utilizando el sistema Stockten, llamados así por su inventor, Matthew Stockten (conocido también como Stockton, Stockdon o Stogden) que trabajó para los famosos fabricantes Daniel Quare y George Graham.
Estos relojes se fabricaron para marcar las horas, los cuartos y los medios cuartos (fracciones de 7 1⁄2 minutos). A partir de alrededor de 1750, este sistema se modificó para repetir las horas, los cuartos y los minutos (el repetidor de minutos). El famoso fabricante londinense John Ellicott parece haber sido el primero en producirlos en grandes cantidades. Durante el siglo XIX, tras las mejoras realizadas por Abraham Louis Breguet, el mecanismo de repetición de minutos se volvió mucho más común, pero todavía se encontraba solo en los mejores relojes, ya que era caro de fabricar.

## Cómo funciona
El mecanismo de sonería de cremallera y caracol utilizado en los repetidores se describe en detalle en el artículo reloj de sonería. Los relojes repetidores solían tener un cordón con un botón en el extremo que sobresalía del costado del reloj. Al tirar del cordón se activaba el mecanismo repetidor, un tipo de diseño denominado "repetidor de tracción". Por su parte, los relojes repetidores de carruaje (portátiles) tenían un botón en la parte superior para activarlos.
Como ya se ha indicado previamente, los primeros mecanismos repetidores se activaban empujando y presionando un tirador situado en la parte superior del reloj. Los modelos posteriores se activan empujando una corredera en el costado de la caja, que daba cuerda a un resorte separado para alimentar el repetidor. Al soltar la corredera se liberaba el resorte, y su fuerza al desenrollarse movía el mecanismo repetidor a través de su secuencia de sonería.
Un problema con los primeros repetidores era que la corredera podía soltarse antes de que estuviera completamente amartillada, lo que hacía que el repetidor solo ejecutara parte de la secuencia sonora correspondiente. Alrededor de 1820, el relojero francés Abraham Louis Breguet inventó un mecanismo fiable de "todo o nada" que evitaba este problema, lo que hizo que los relojes repetidores fueran considerablemente más fiables y populares.
Los primeros repetidores tenían una única campana montada en la parte posterior de la caja, sobre la que golpeaban dos martillos. Esta campana estaba hecha de metal de campana, una mezcla de cobre y estaño.
Los diseños posteriores utilizaban gongs hechos de largos alambres de acero endurecido que se enrollaban dentro de la caja del reloj. Pequeños martillos activados por el mecanismo repetidor los golpean para producir los sonidos de repique. Algunos de los repetidores más complejos, como el repetidor de minutos, necesitan producir tres sonidos diferentes para distinguir las horas, los cuartos de hora y los minutos en el reloj.
Los relojes de repetición también suelen tener un mecanismo que permite cambiar el ritmo de los toques del reloj. El propietario de un reloj de repetición puede pedirle a un relojero que cambiase el ritmo, haciéndolo más rápido o más lento. Según el libro "Etablissage et Repassage des Montres à Répétition" de John Huguenin (página 39 de la edición original), "un reloj de repetición de minutos con una velocidad media tarda unos veinte segundos en dar las doce horas, tres cuartos y catorce minutos".

## Tipos

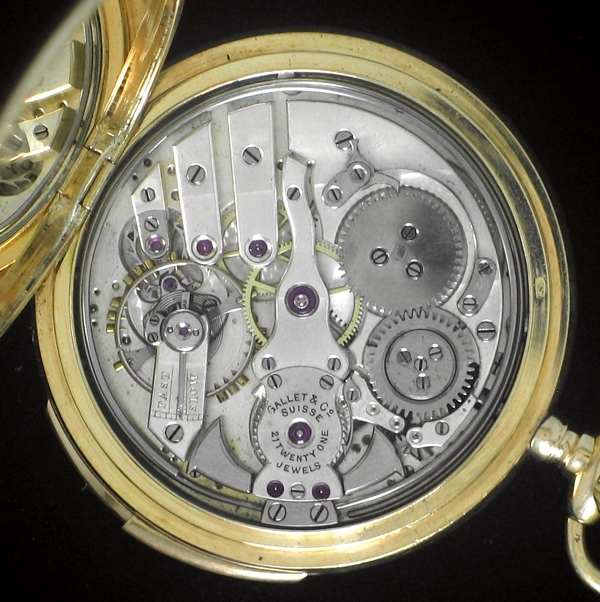
Primer plano de un movimiento de reloj de bolsillo con repetición de minutos fabricado por la familia Gallet en 1905, que muestra la ubicación del gong y de los martillos

### Repetidor de cuartos
El repetidor de cuartos marca el número de horas y luego el número de cuartos de hora pasados desde la última hora. El mecanismo utiliza dos timbres de diferentes tonos. El tono bajo suele señalar las horas y el tono alto los cuartos de hora. Por ejemplo, si son las 2:45, el repetidor de cuartos suena 2 tonos bajos y después de una breve pausa 3 tonos altos: "dong, dong, ding, ding, ding". Alternativamente, algunos usan un par de tonos para distinguir los cuartos de hora: "dong, dong, ding-dong, ding-dong, ding-dong"

### Repetidor de medio cuarto
El repetidor de medio cuarto puede marcar la hora hasta medio cuarto de hora o 7 1⁄2 minutos. Marca las horas y luego los cuartos de hora, como el repetidor de cuartos, y luego usa un solo tono para señalar si ha pasado más de la mitad del cuarto de hora actual. Por ejemplo, si son las 3:41, el mecanismo emitirá 3 tonos bajos ("dong") para representar 3 horas, luego 2 tonos de secuencia ("ding-dong") para representar 2 cuartos de hora, luego un tono alto ("ding") para indicar que ha pasado más de la mitad del tercer cuarto de hora.

### Repetidor de cinco minutos
Fabricado por primera vez en 1710 por Samuel Watson, el repetidor de cinco minutos marca las horas y luego el número de períodos de cinco minutos desde la hora. El mecanismo utiliza un tono bajo para las horas y un tono alto para los minutos. Por ejemplo, las 2:25 sonaría como: "dong, dong, ding, ding, ding, ding, ding".

### Repetidor de minutos
El repetidor de minutos funciona como el repetidor de cuartos, con el añadido de que, después de que suenan las horas y los cuartos de hora, suena el número de minutos desde el último cuarto de hora. Esto requiere tres sonidos diferentes para distinguir horas, cuartos y minutos. A menudo, las horas se indican con un tono bajo, los cuartos con una secuencia de dos tonos ("ding-dong") y los minutos con un tono alto. Por ejemplo, si son las 2:49, el repetidor de minutos emitirá 2 tonos bajos que representan 2 horas, 3 tonos de secuencia que representan 45 minutos y 4 tonos altos que representan 4 minutos: "dong, dong, ding-dong, ding-dong, ding-dong, ding, ding, ding, ding".

### Repetidor decimal
El repetidor decimal funciona como el repetidor de minutos, pero en lugar de sonar los cuartos de hora seguidos de los minutos, suena el número de intervalos de diez minutos después de la última hora y luego los minutos. Por ejemplo, si son las 2:49, el repetidor decimal emitirá 2 tonos bajos que representan 2 horas, 4 tonos de secuencia que representan 40 minutos y 9 tonos altos que representan 9 minutos: "dong, dong, ding-dong, ding-dong, ding-dong, ding-dong, ding, ding, ding, ding, ding, ding, ding, ding, ding". Estos repetidores, aunque se fabricaron por primera vez hace más de 250 años, son muy raros.

### Gran y pequeña sonería
La gran sonería (que en francés significa 'gran sonería') es un mecanismo de sonería de cuartos (o minutos) combinado con un repetidor. En cada cuarto de hora, suena la hora actual y los cuartos pasados. Según el diseño de la sonería, pueden sonar primero las horas o los cuartos. El repique suele realizarse con dos o más carillones (con dos o más martillos), los carillones de los cuartos pueden ser una simple combinación de notas altas y bajas, o melodías elaboradas, como los cuartos de Westminster.
Una gran sonería actúa como un reloj de repetición que se activa automáticamente en los cuartos (actuando de la misma manera que actuaría un repetidor de minutos o cuartos si el usuario lo activara manualmente al mismo tiempo) y tiene su propia fuente de energía (a menudo un segundo barrilete). Esto también significa que las grandes sonerías a menudo tocarán las horas primero, los cuartos, como la mayoría de los repetidores, y tendrán una forma de activar el repetidor a demanda. Es más complejo que la pequeña sonería, que no está construida alrededor de un mecanismo repetidor, y tocará las horas en punto y los cuartos de hora, sin función de repetidor. En algunos ejemplos, pueden tocar las horas al presionar un botón.
Los relojes con sonería modernos combinan ambos tipos de sonería, lo que permite seleccionar entre los modos de sonería grande y pequeña, y el usuario puede elegir entre ellos, además de contar con un repetidor de minutos o cuartos opcional. Estos relojes tendrán una configuración distintiva de doble barrilete, uno de cuerda mediante el que las agujas giran en sentido dextrógiro y el otro para la sonería, o se utiliza un solo barrilete para medir el tiempo y hacer sonar las campanas. La cantidad de golpes que puede producir una sonería con una cuerda completa depende del mecanismo de sonería y del resorte.
La sonería se dispone de manera diferente según el diseño del reloj. Cada cuarto de hora suena de manera audible el número de cuartos de hora en un gong y luego el número de horas desde la última hora en un segundo gong. Por ejemplo, en un reloj de pared con regulador de Viena de 3 pesos, a las 6:15 sonaría una vez un gong agudo, y luego seis veces un gong más grave. A las 6:30 sonaría dos veces el gong agudo, y luego seis veces el gong más grave. A las 6:45 tres veces el gong agudo, y luego seis veces el gong más grave, y a las 7:00 sonaría cuatro veces el gong agudo, y luego siete veces el gong más grave. La hora exacta cada quince minutos siempre se sabrá escuchando el sonido de las campanadas. Este tipo de mecanismos sonoros se encuentran principalmente en los relojes de carruaje franceses o en los reguladores de Viena de tres pesos producidos en Alemania. Además, pueden dar los cuartos y las horas a demanda, activando un mecanismo de repetición al presionar un botón o al tirar de una cuerda. El término repetidor se usa a veces erróneamente para un simple mecanismo de sonería de cuartos.

### Repetidor mudo
Empleados por personas con discapacidad visual y para consultar la hora de forma silenciosa en reuniones y conciertos, los relojes repetidores mudos no sonaban de manera audible, sino que producían vibraciones. En lugar de un gong, el martillo golpeaba las horas en un bloque de metal sólido unido a la caja, produciendo un "golpe" sordo que se podía sentir en la mano.

### Repetidor de diez minutos
Un estudiante de la Escuela Técnica de la Vallée de Joux creó un repetidor mecánico de diez minutos en la década de 1930.

## Imágenes
|  |  |  |  |  |